# Võ Tiến Nghị
Võ Tiến Nghị (sinh năm 1976) là một Thiếu tướng Quân đội nhân dân Việt Nam, hiện đang giữ chức vụ Cục trưởng Cục Trinh sát thuộc Bộ Tư lệnh Bộ đội Biên phòng Việt Nam.

## Tiểu sử
Võ Tiến Nghị sinh năm 1976 ở xã An Dũng, Đức Thọ, huyện Đức Thọ, tỉnh Hà Tĩnh, được đào tạo ở Đại học Biên phòng.
Năm 2011, ông là Thiếu tá, Đồn trưởng Đồn biên phòng cảng Vũng Áng (Kỳ Anh, Hà Tĩnh). Năm 2013, ông là Đồn trưởng Đồn Biên phòng 563 Cửa khẩu quốc tế Cầu Treo (Hương Sơn, Hà Tĩnh). Chỉ riêng trong năm 2013, ông đã tham gia triệt phá, bắt giữ nhiều đối tượng, đường dây vận chuyển ma túy trái phép. Sau đó, ông là Trung tá, Phó Tham mưu trưởng Bộ đội Biên phòng tỉnh Hà Tĩnh.
Năm 2015, ông được bổ nhiệm làm Phó Chỉ huy trưởng Bộ đội Biên phòng tỉnh Hà Tĩnh. Năm 2018, ông là Thượng tá, Chỉ huy trưởng Bộ Chỉ huy Bộ đội Biên phòng tỉnh Hà Tĩnh. Ngày 20 tháng 8 năm 2019, ông được Ban Bí thư Trung ương Đảng chỉ định tham gia Ban Chấp hành Đảng bộ tỉnh Hà Tĩnh nhiệm kỳ 2015-2020 và tiếp tục tham gia Ban Chấp hành nhiệm kỳ 2020-2025.
Trong thời gian làm Chỉ huy trưởng, ông đã tham gia chỉ đạo nhiều chuyên án, vụ án chống tội phạm ma túy, trong đó điển hình là Chuyên án HT 320.2, A3-220. Năm 2020, ông là một trong hai cá nhân (cùng Trung tá Nguyễn Việt Quân) được Bộ Tư lệnh Bộ đội Biên phòng đề xuất Chủ tịch nước tặng Huân chương Chiến công hạng Nhì với chiến công trong chuyên án A3-220 (bắt giữ 10 đối tượng, thu giữ 237,15 kg ma túy). Năm 2021, cá nhân ông và Bộ Chỉ huy Bộ đội Biên phòng Hà Tĩnh được nhận bằng khen của Thủ tướng Chính phủ vì đã có thành tích trong công tác phòng, chống dịch Covid-19.
Đầu tháng 12 năm 2021, ông được Bộ trưởng Bộ Quốc phòng điều động làm Phó Cục trưởng Cục Trinh sát, Bộ Tư lệnh Bộ đội Biên phòng, quân hàm Đại tá. Ngày 6 tháng 12 năm 2022, ông được bổ nhiệm làm Cục trưởng. Ngày 1 tháng 9 năm 2024, ông được thăng quân hàm Thiếu tướng. Ngày 24 tháng 4 năm 2025, ông được bổ nhiệm làm Phó Tư lệnh Bộ đội Biên phòng.

## Tặng thưởng
- Bằng khen của Thủ tướng Chính phủ (2021)
- Huân chương Chiến công hạng Ba (2024)[27]